# Коровяк фиолетовый
Коровя́к фиоле́товый (лат. Verbascum phoeniceum) — травянистое растение, вид рода Коровяк (Verbascum) семейства Норичниковые (Scrophulariaceae).

## Ботаническое описание
Растение, быть может несущее в нижней части жёсткие волоски, вверху быть может густо покрытое желёзками. Корень кверху несколько утолщённый.
Стебель 30—100 см высотой, прямостоячий, тонкий, цилиндрический или слегка узловатый, с немногими листьями или почти безлистный, к верхушке иногда немного разветвлённый, в нижней части усажен членистыми или согнутыми волосками, без желёзок или с немногими желёзками, кверху, как и по всему соцветию, быть может густо усажен желёзистыми волосками.
Листья почти все прикорневые, черешки 4—40 мм длиной, пластинка прикорневых листьев 4—10 см длиной, 2—10 см шириной, почти сердцевидная или продолговато-яйцевидная, по краю отдалённо крупногородчатая или почти цельнокрайная, с обеих сторон покрыта рассеянными волосками. Стеблевые листья очень немногочисленные или вовсе их нет, они значительно меньших размеров, с обеих сторон быть может опушённые; нижние стеблевые листья продолговатые или продолговато-ланцетные, обыкновенно на коротком черешке; верхние сидячие, нередко почти стеблеобъемлющие.
Соцветие — простая негустая кисть, иногда имеются боковые ветви. Цветки всегда одиночные. Прицветники обыкновенно ланцетные, острые, иногда почти щетинковидные, реже яйцевидно-треугольные и зубчатые при основании, короче цветоножек при плодах; цветоножки при плодах 10—30 мм длиной, тонкие, отстоящие. Чашечка 3—6 мм длиной, железистоволосистая, разделённая до основания на эллиптические или продолговато-линейные доли. Венчик фиолетовый (очень редко белый), 25—30(35) мм в диаметре, без прозрачных точек, снаружи голый, реже железистоволосистый. Нити всех тычинок усажены длинными, фиолетовыми, сосочковидными волосками; на верхних тычинках опушение иногда белое; пыльники почти все почковидные. Столбик голый или при основании с немногими желёзками; рыльце полушаровидное. Цветение в июне—июле.
Коробочка 4,5—6 мм длиной, широко пирамидально-обратнояйцевидная, островатая, реже шаровидно-эллипсоидная, тупая, голая или с немногими желёзками.

## Распространение
Европа: Австрия, Чехословакия, Германия, Венгрия, Польша, Албания, Болгария, Югославия, Греция, Италия, Румыния; территория бывшего СССР: Беларусь, Молдова, Европейская часть России, Украина (включая Крым), Кавказ (Армения, Азербайджан, Предкавказье, Дагестан), Западная Сибирь, Казахстан, Кыргызстан; Азия: Иран, Турция, Китай.
Растёт в степях, как луговых, так и более сухих, иногда по долинам рек.

## Значение и применение
Нередко разводится в садах как декоративное красивоцветущее растение в качестве однолетника.
В корм для скота не годится из-за высокого содержания смолистых веществ.
100 цветков выделяют 146 мг нектара.
|                                 |  |
| Слева направо: соцветие, цветки |  |